# 熊本県道298号阿蘇公園下野線
熊本県道298号阿蘇公園下野線（くまもとけんどう298ごう あそこうえんしものせん）は、熊本県阿蘇郡南阿蘇村から阿蘇市を経由して、再び阿蘇郡南阿蘇村に至る一般県道である。

## 概要
阿蘇郡南阿蘇村大字中松から草千里ヶ浜付近で阿蘇市を通過して、阿蘇郡南阿蘇村大字下野に至る。熊本県道111号阿蘇吉田線と共に、阿蘇パノラマラインの愛称がある。阿蘇五岳を麓から山頂へと駆け上がる西側の登山道路で、熊本県道の一路線である。

### 計画・建設
阿蘇山上への観光用道路としては、1957年（昭和32年）に日本道路公団によって阿蘇登山道路が整備されていた。しかしこの道路は阿蘇郡阿蘇町（現：阿蘇市）坊中から南へ向かうルートであり、熊本市からの最短ルートが待望されていた。1963年（昭和38年）、従来からあった阿蘇郡阿蘇町（現：阿蘇市）赤水と湯の谷・阿蘇山上を結ぶ道路を改良し有料道路として供用する計画が策定され、翌1964年（昭和39年）3月には県議会での議決と建設省の認可を得た。同年5月に着工、起債を含む1億9,400万円の総工費で12月に完成というスピード工事であった。1965年（昭和40年）1月21日に阿蘇観光有料道路として供用が開始された。

### プール制と無料化
先に供用開始していた阿蘇登山道路の利用は好調で、当初予定より前倒しして無料化することが予測されていた。この影響で阿蘇観光有料道路の利用者が減少し、経営に影響が出ることが懸念された。対策として熊本県は日本道路公団から阿蘇登山道路を移管し、両道路を合併採算とすることとした。
2000年（平成12年）に両道路は無料化され、一般県道となった。

### 路線データ
- 起点：熊本県阿蘇郡南阿蘇村大字中松（阿蘇山頂広場、熊本県道299号草千里浜栃木線起点）
- 終点：熊本県阿蘇郡南阿蘇村大字下野（下野交差点、国道57号交点）

## 歴史
- 1965年（昭和40年）1月21日 - 有料道路として供用開始[2]。
- 2000年（平成12年）4月8日 - 無料化。

## 路線状況

### 愛称
阿蘇パノラマライン
阿蘇山の中央火口付近まで北・南・西の三方から上る山岳道路の愛称で、本県道である阿蘇公園下野線と、熊本県道111号阿蘇吉田線を合わせた道路全体を指す総称である。旧・阿蘇登山道路。名の通り、内輪山から見るカルデラ内のパノラマが広がる。
阿蘇西側の阿蘇郡南阿蘇村を通る国道57号から入る赤水線が本県道路線に該当する。

### 重複区間
- 熊本県道299号草千里浜栃木線（阿蘇郡南阿蘇村大字中松（起点） - 阿蘇郡南阿蘇村大字河陽）
- 熊本県道111号阿蘇吉田線（阿蘇郡南阿蘇村大字中松 - 阿蘇市永草）
- 熊本県道149号河陰阿蘇線（阿蘇郡南阿蘇村大字河陽 - 阿蘇郡南阿蘇村大字下野）

## 地理

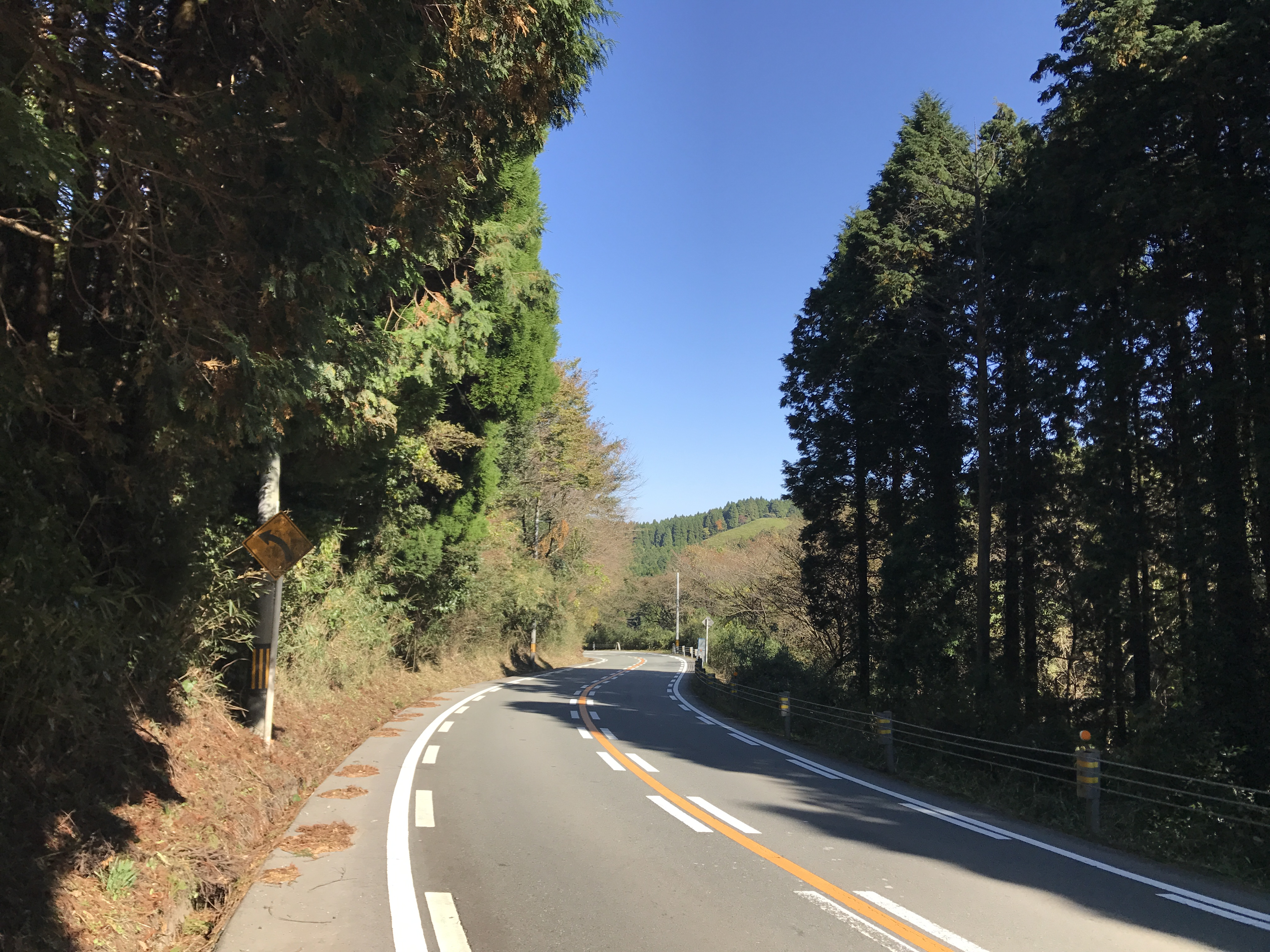
阿蘇郡南阿蘇村大字河陽

沿道はススキが生える原野が広がり、山頂に阿蘇の風景を代表する、お椀をひっくり返したようなきれいな円錐型をみせる米塚がそびえる。

### 通過する自治体
- 阿蘇郡南阿蘇村
- 阿蘇市
- 阿蘇郡南阿蘇村

### 交差する道路
| 交差する道路                                            | 市町村名 | 市町村名 | 交差する場所 | 交差する場所      |
| ------------------------------------------------------- | -------- | -------- | ------------ | ----------------- |
| 熊本県道299号草千里浜栃木線 重複区間起点 阿蘇山公園道路 | 阿蘇郡   | 南阿蘇村 | 大字中松     | 起点              |
| 熊本県道111号阿蘇吉田線 重複区間起点                    | 阿蘇郡   | 南阿蘇村 | 大字中松     |                   |
| 熊本県道111号阿蘇吉田線 重複区間終点                    | 阿蘇市   | 阿蘇市   | 永草         |                   |
| 熊本県道299号草千里浜栃木線 重複区間終点                | 阿蘇郡   | 南阿蘇村 | 大字河陽     |                   |
| 熊本県道149号河陰阿蘇線 重複区間起点                    | 阿蘇郡   | 南阿蘇村 | 大字河陽     |                   |
| 熊本県道149号河陰阿蘇線 重複区間終点                    | 阿蘇郡   | 南阿蘇村 | 大字下野     |                   |
| 国道57号                                                | 阿蘇郡   | 南阿蘇村 | 下野         | 下野交差点 / 終点 |

### 交差する鉄道
- 豊肥本線

### 沿線
- 阿蘇山
- 草千里ヶ浜（阿蘇市永草）
- 阿蘇火山博物館（阿蘇市永草）
- 米塚（阿蘇市乙姫）
- 杉養蜂園阿蘇みつばち牧場（南阿蘇村下野）
- 阿蘇ファームランド（南阿蘇村河陽）
- 阿蘇猿まわし劇場（南阿蘇村下野）